# 浜島俊哉
浜島 俊哉（はまじま としや、1959年4月24日 - ）は、日本の実業家。株式会社壱番屋代表取締役社長。

## 人物・経歴
愛知県名古屋市出身。1978年に愛知県立東浦高等学校卒業後、専門学校中退。1980年カレーハウスCoCo壱番屋入社。1992年壱番屋取締役全国統轄本部長。2000年代表取締役副社長。2002年から代表取締役社長を務め、ハウス食品グループの傘下入りし海外展開を進めた。2019年から取締役会長。